# Antoni Puigverd

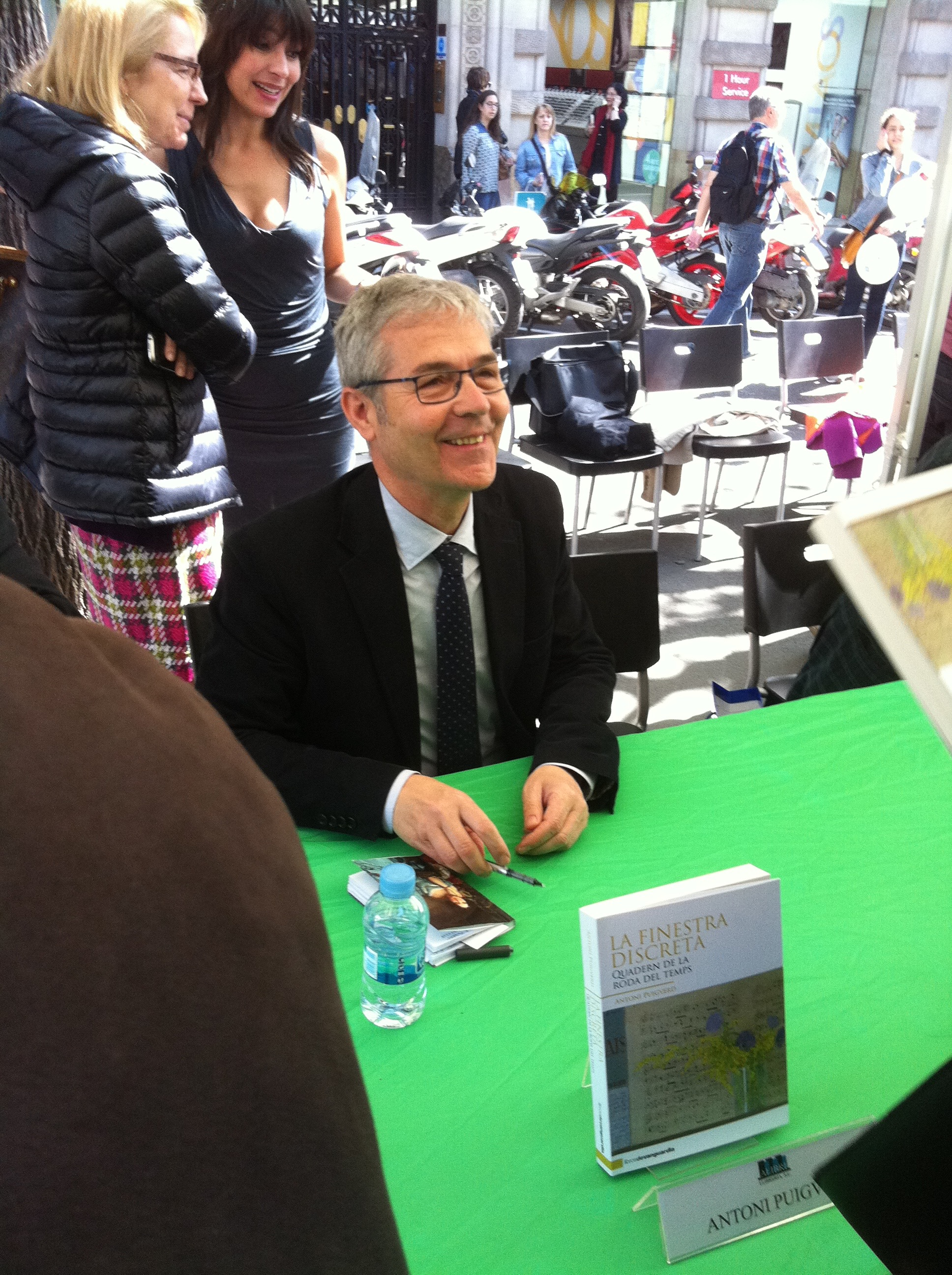
Antoni Puigverd

Antoni Puigverd; eigentlich Antoni Puigvert i Romaguera; (* 4. Juli 1954 in La Bisbal d’Empordà, Katalonien) ist ein katalanischer Autor und Dichter, der hauptsächlich (jedoch nicht nur) in katalanischer Sprache schreibt. Er spricht fließend Katalanisch, Spanisch, Französisch und Englisch.

## Leben
Puigverd hat in Hispanischer Philologie promoviert und als Lehrer für Literatur gearbeitet. Er ist ein regelmäßiger Mitarbeiter in den Kommentarspalten von Publikationen wie El Punt, Diari de Barcelona, Revista de Girona, El País, Jano, El 9, Avui usw. oder bei Radiosendern wie Catalunya Ràdio oder den Fernsehsendern Barcelona TV und TV3.